# Шальная любовь
«Шальна́я любо́вь» (фр. L'amour braque) — художественный фильм, снятый Анджеем Жулавским в 1985 году по мотивам романа «Идиот» Фёдора Михайловича Достоевского.

## Сюжет
Действие фильма, созданного по роману Достоевского «Идиот», происходит не в России XIX века, а в современной Франции. Главный герой — Леон, недавно выпущенный из психиатрической лечебницы, утверждает, что он потомок венгерского принца.
Фильм, по словам режиссёра, создан, «чтобы воздать должное великому русскому писателю».

## В ролях
- Софи Марсо — Мари
- Франсис Юстер — Леон
- Чеки Карио — Микки
- Кристиана Жан — Аглая
- Мишель Альбертини — Андре

## Съёмочная группа
- Режиссёр — Анджей Жулавский
- Сценарий — Этьен Рода-Жиль, Анджей Жулавский
- Продюсер — Антуан Ганнаж
- Композитор — Станислас Сиревич
- Оператор — Жан-Франсуа Робен
- Монтаж — Мари-Софи Дюбюс